# Позники
Позники (укр. Пізники) — село,
Вороньковский сельский совет,
Чернухинский район,
Полтавская область,
Украина.
Код КОАТУУ — 5325180809. Население по переписи 2001 года составляло 461 человек.

## Географическое положение
Село Позники находится на берегу реки Многа,
выше по течению примыкает село Ковали и на расстоянии в 1 км расположен пгт Чернухи,
ниже по течению на расстоянии в 1 км расположено село Вороньки.
Через село проходят автомобильные дороги Р-60 и Т-1714.

## История
- 1995 — село переименовано из Позняки в Позники[2].

## Известные люди
- Милорадович, Пётр Степанович (ок. 1723, с. Позники, ныне Чернухинского района Полтавской области, — 7 февраля 1799, Гамалиевка, ныне Лохвицкого района той же области) — последний полковник Черниговского полка Запорожского казачьего войска, генерал-майор российской армии. Отец Г. П. Милорадовича.